# ¡García!
¡García! és una sèrie de televisió espanyola d'acció i comèdia política produïda per Zeta Studios per a HBO Max. Està basada en la novel·la gràfica García! de Santiago García i Luis Bustos i és la primera sèrie espanyola de HBO sota la marca Max Original.
És protagonitzada per Veki G. Velilla, Francisco Ortiz, Emilio Gutiérrez Caba, Francisco Reyes, Daniel Freire, Nico Romero, Helio Pedregal, Mario Pardo, Micky Molina, Marina Gatell, Pepe Ocio i Silvia Abascal. Es va estrenar el 28 d'octubre de 2022.

## Sinopsi
La sèrie ens trasllada a una Espanya actual en la qual Antonia (Veki Velilla), una periodista de recerca, es veu embolicada en una conspiració per a acabar amb la democràcia. Antonia dona amb l'existència d'un superagente criogenizado, García (Francisco Ortiz), creat en un laboratori en els anys 50 pels serveis secrets del general Franco. És un soldat perfecte que es trobarà en despertar amb un món molt diferent al que recorda. Units per l'atzar es veuran obligats a intentar parar la recentment descoberta conjura política que amenaça amb acabar amb la democràcia en favor d'una nova i brutal dictadura.

## Repartiment

### Repartiment principal
- Francisco Ortiz com García
- Veki G. Velilla com Antonia Ortiz
- Emilio Gutiérrez Caba com a Don Jaime Ortiz Expósito
- Francisco Reyes com Winters

### Repartiment secundari
- Daniel Freire com Neffenberg (Episodi 2; Episodi 5 - Episodi 6)
- Silvia Abascal com Catalina Bellido (Episodi 1; Episodi 4)
- Andrés Gertrúdix com Manolo (Episodi 1 - Episodi 3)
- Diego Martín com Pablo Rodero (Episodi 1 - Episodi 4)
- Nico Romero com Ricardo "Riki" (Episodi 1 - Episodi 6)
- Pepe Ocio com Gabriel Hernando (Episodi 1 - Episodi 4)
- Marina Gatell com Silvia (Episodi 1 - Episodi 6)
- Juan Ventas com Ortiz (jove) (Episodi 1 - Episodi 6)
- Arturo Querejeta com a Aquilí (Episodi 1 - Episodi 3)
- Mario Pardo com Chencho (Episodi 1 - Episodi 5)
- Helio Pedregar com Barea (Episodi 1 - Episodi 5)
- Diana Gómez com a Felicidad "Feli" Martínez (jove) / Julia Casas Martínez (Episodi 1 - Episodi 3)
- Joaquín Notario com Rodrigo Lavilla (Episodi 3 - Episodi 4)
- Miguel Molina com Benito (Episodi 1 - Episodi 2)
- Luis Iglesia com a President Francisco Seijas (Episodi 1; Episodi 6)

amb la col·laboració especial de
- Lola Herrera com a Felicidad "Feli" Martínez (Episodi 3)

## Episodis
| Núm. | Títol        | Direcció     | Guió                          | Data d'emissió original |
| ---- | ------------ | ------------ | ----------------------------- | ----------------------- |
| 1    | «Capítulo 1» | Eugenio Mira | Sara Antuña i Carlos de Pando | 28 d'octubre de 2022    |
| 2    | «Capítulo 2» | Eugenio Mira | Sara Antuña i Carlos de Pando | 28 d'octubre de 2022    |
| 3    | «Capítulo 3» | Eugenio Mira | Sara Antuña i Carlos de Pando | 4 de novembre de 2022   |
| 4    | «Capítulo 4» | Eugenio Mira | Sara Antuña i Carlos de Pando | 11 de novembre de 2022  |
| 5    | «Capítulo 5» | Eugenio Mira | Sara Antuña i Carlos de Pando | 18 de novembre de 2022  |
| 6    | «Capítulo 6» | Eugenio Mira | Sara Antuña i Carlos de Pando | 25 de novembre de 2022  |

## Rebuda
Raquel Hernández Luján de HobbyConsolas va valorar l'espectacle amb 80 punts ("molt bé"), lloant la seva "narració àgil, el repartiment compromès i la seva ambició estètica i musical sense límits".
Pere Solà Gimferrer de La Vanguardia va destacar "una execució impecable que sap recrear l'esperit aventurer d'Indiana Jones i el sentit de l'acció del clàssic James Bond sense renunciar a tenir una identitat pròpia".
Als Estats Units, Johnny Loftus de Decider també va escriure una crítica positiva per la sèrie, concloent: "Garcia! ofereix un riff alegre sobre les pel·lícules d'espies, i una presa d'escenes de persecucions i baralles directament extretes del manual d'aventures d'Indiana Jones. Però també té alguna cosa a dir sobre les marees canviants de la política contemporània, entre la democràcia i el feixisme, i aquesta empenta i tirada no és exclusiva de l'Espanya contemporània."

## Premis
| Any  | Premi                              | Categoria                           | Nominat                            | Resultat | Ref   |
| ---- | ---------------------------------- | ----------------------------------- | ---------------------------------- | -------- | ----- |
| 2023 | 28ns Premis Critics' Choice        | Millor sèrie en llengua estrangera  | Millor sèrie en llengua estrangera | Nominat  | [ 7 ] |
| 2023 | X Premis Feroz                     | Millor sèrie dramàtica              | Millor sèrie dramàtica             | Nominat  | [ 8 ] |
| 2023 | X Premis Feroz                     | Millor actor secundari en una sèrie | Emilio Gutiérrez Caba              | Nominat  | [ 8 ] |
| 2023 | XXXI Premis de la Unión de Actores | Millor actor secundari en televisió | Luis Rallo                         | Pendent  | [ 9 ] |
| 2023 | XXXI Premis de la Unión de Actores | Millor actor secundari en televisió | Arturo Querejeta                   | Pendent  | [ 9 ] |